# Rafael Huseynov
Rafael Huseynov est un homme politique azerbaïdjanais, historien de la littérature, membre des IIe, IIIe, IVe, Ve législatures de l'Assemblée nationale d'Azerbaïdjan.

## Biographie
Rafael Huseynov est né le 12 août 1954 dans la ville de Kürdəmir. Il est diplômé de la faculté des études orientales de l'Université d'État de Bakou. Il parle persan, anglais, russe et tadjik.
Rafael Huseynov est membre de l'Union des écrivains d'Azerbaïdjan, directeur du Musée de la littérature azerbaïdjanaise Nizami Gandjavi, docteur en sciences philologiques, professeur, membre titulaire de l'ANAS (2014).

### Carrière
Il est membre de la Commission des sciences et de l'éducation de l'Assemblée nationale. Il est membre du groupe de travail sur les relations interparlementaires Azerbaïdjan-Djibouti.
Il est membre de la délégation azerbaïdjanaise à l'Assemblée parlementaire du Conseil de l'Europe

## Distinctions
- Ouvrier d’art émérite (Azerbaïdjan)
- Ordre de l'Honneur (Azerbaïdjan)[4]

### Famille
Rafael Huseynov est marié et a un enfant.